# Noah Gray-Cabey
Noah Gray-Cabey (Chicago, Illinois, 16 de novembro de 1995) é um ator e pianista estadunidense. É mais conhecido por seu papel como Franklin Aloysius Mumford na série da ABC, Eu, a Patroa e as Crianças, e como Micah Sanders no drama de ficção-científica Heroes.

## Biografia
Começou a tocar piano quando tinha dezoito meses de vida. Aos quatro anos, começou a tocar piano clássico em vários lugares da Nova Inglaterra e Washington. Ainda percorreu a Jamaica para sua primeira turnê com a New England Symphonic Ensemble. Em julho de 2001, Noah continuou em turnê indo para a Austrália, e aos cinco anos, se tornou o mais jovem solista de todos os tempos a tocar na Sydney Opera House, bem como no Queensland Conservatory e na International String Convention em Brisbane. Aos oito anos, tinha feito nome como jovem músico. Apareceu no programa Ripley's Believe It or Not (Acredite se Quiser, no Brasil) por seu talento. Ele fez sua primeira aparição na TV em dezembro de 2001 e continuou aparecendo, com performances no filme 48 Hours, no seriado Grey's Anatomy e em programas como The Tonight Show, Good Morning America e The Oprah Winfrey Show.
Noah gosta de jogar vídeo game, assistir filmes, e andar de off-roading. Quando lhe perguntaram que tipo de poder ele gostaria de ter na vida real, ele respondeu que provavelmente teria a capacidade de falar com os animais. 
AIM (Action in Music), é um projeto iniciado por Noah e seus pais. A finalidade do projeto é ajudar crianças a desenvolverem os seus talentos musicais, e dar-lhes oportunidades para atuar em outros países. O dinheiro arrecadado entre os concertos é doado para hospitais e orfanatos nesses países. Noah gravou um CD, juntamente com sua família, nesse disco eles executam peças de Bach, Haydn, Vivaldi, entre outros. O CD também contém gravações de Noah quando ele tinha apenas cinco anos.

### Carreira
Noah fez sua estreia televisiva em dezembro de 2001, já esteve nos programas The Tonight Show com Jay Leno, Good Morning America, Acredite se Quiser, The Wayne Brady Show, Big Time de Steve Harvey e The Oprah Winfrey Show. Suas experiências em séries inclui CSI: Miami em 2004 como "Stevie Valdez", Grey's Anatomy em 2006 como "Shawn Beglight", ainda em 2006, Ghost Whisperer como "Jameel Fisher", além de três anos (2002 a 2005) na série Eu, a Patroa e as Crianças, com Damon Wayans e Tisha Campbell-Martin, onde desempenhou o ultraprecoce Franklin Aloysius Mumford - um papel para o qual ele ganhou três vezes consecutivas o prêmio Young Artist Awards. Ele está atualmente na série de grande sucesso Heroes, como Micah Sanders, um garoto que é capaz de controlar máquinas e é filho de Niki Sanders e D.L. Hawkins. Aos doze anos Noah, cursando a oitava série - sendo que, na sua idade, deveria estar cursando a sexta série - fez sua primeira aparição no cinema como "Joey Dury", no filme A Dama na Água, escrito e dirigido por M. Night Shyamalan.

## Filmografia
| Filmes      | Filmes                                  | Filmes                               | Filmes          |
| Ano         | Título Original                         | Título (Brasil)                      | Papel           |
| ----------- | --------------------------------------- | ------------------------------------ | --------------- |
| 2006        | Lady in the Water                       | A Dama na Água                       | Joey Dury       |
| 2009        | Limelight                               | Limelight                            | Romeo (para TV) |
| 2010        | Pizza Man                               | Pizza Man                            | Noah Sanders    |
| Televisão   |                                         |                                      |                 |
| Ano         | Título                                  | Papel                                | Episódios       |
| 2004        | CSI: Miami                              | Stevie Valdez                        | 1 episódio      |
| 2005 / 2002 | My Wife and Kids                        | Franklin Aloysius Mumford/ Francisco | 60 episódios    |
| 2006        | Grey's Anatomy                          | Shawn Beglight                       | 1 episódio      |
| 2006        | Ghost Whisperer                         | Jameel Fisher                        | 1 episódio      |
| 2009 / 2006 | Heroes                                  | Micah Sanders                        | 29 episódios    |
| 2009        | Family Guy                              | Voz                                  | 1 episódio      |
| 2010        | CSI: Crime Scene Investigation          | Steve Reppling                       | 1 episódio      |
| 2015 / 2016 | Heroes Reborn                           | Micah Sanders                        | 4 episódios     |
| 2016 / 2017 | Code Black                              | Eliot Dixon                          | Recorrente      |
| 2019        | Pretty Little Liars: The Perfectionists | Mason Gregory                        | 9 episódios     |

## Prêmios e Indicações
| Prêmios | Prêmios   | Prêmios              | Prêmios                                                                            | Prêmios          |
| Ano     | Resultado | Premiação            | Categoria                                                                          | Título           |
| ------- | --------- | -------------------- | ---------------------------------------------------------------------------------- | ---------------- |
| 2004    | Indicado  | Young Artist Awards  | Melhor Performance em Série de TV (Comédia ou Drama) - Jovem Ator 10 Anos ou Menos | My Wife and Kids |
| 2005    | Indicado  | Young Artist Awards  | Melhor Performance em Série de TV (Comédia ou Drama) - Jovem Ator 10 Anos ou Menos | My Wife and Kids |
| 2006    | Venceu    | Young Artist Awards  | Melhor Performance em Série de TV (Comédia ou Drama) - Jovem Ator 10 Anos ou Menos | My Wife and Kids |
| 2007    | Indicado  | Young Artist Awards  | Melhor Performance Jovem em Filme - Jovem Ator 10 Anos ou Menos                    | A Dama na Água   |
| 2007    | Venceu    | Young Artist Awards  | Melhor Performance em Série de TV (Comédia ou Drama) - Jovem Ator 10 Anos ou Menos | Heroes           |
| 2007    | Venceu    | Future Classic Award |                                                                                    | Heroes           |
| 2008    | Indicado  | Young Artist Awards  | Melhor Performance em Série de TV - Ator Jovem Principal                           | Heroes           |